# Liste tschechischer Schachspieler
Die Liste tschechischer Schachspieler enthält Schachspieler, die für den tschechischen Schachverband spielberechtigt sind oder waren und mindestens eine der folgenden Bedingungen erfüllen:
- Träger einer der folgenden FIDE-Titel: Großmeister, Ehren-Großmeister, Internationaler Meister, Großmeisterin der Frauen, Ehren-Großmeisterin der Frauen, Internationale Meisterin der Frauen;
- Träger einer der folgenden ICCF-Titel: Großmeister, Verdienter Internationaler Meister, Internationaler Meister, Großmeisterin der Frauen, Internationale Meisterin der Frauen;
- Gewinn einer nationalen Einzelmeisterschaft;
- eine historische Elo-Zahl von mindestens 2500 (vor Einführung der Elo-Zahl im Juli 1971).

## A
- Jaroslav Alexa (* 1965), Internationaler Fernschachmeister
- Jan Ambrož (* 1954), Internationaler Meister, tschechoslowakischer Meister
- Josef Augustin (1942–2022), Internationaler Meister, tschechoslowakischer Meister

## B
- Milan Babula (* 1950), Internationaler Meister
- Vlastimil Babula (* 1973), Großmeister, tschechischer Meister
- Mariola Babulová, Internationale Fernschachmeisterin der Frauen
- Marie Bažantová (* 1963), Fernschachgroßmeisterin der Frauen
- Zdeněk Beil (* 1953), Internationaler Meister
- Sergej Berezjuk (* 1960), Internationaler Meister[1]
- Jan Bernášek (* 1986), Großmeister
- Richard Biolek (* 1970), Internationaler Meister
- Richard Biolek (* 1990), Internationaler Meister
- Martin Blahynka (* 1998), Internationaler Meister
- František Blatný (1933–2015), historischer Meister
- Pavel Blatný (* 1968), Großmeister, tschechischer Meister, tschechoslowakischer Meister
- Petr Boukal (1947–2016), Verdienter Internationaler Meister im Fernschach
- Jiří Buček, Internationaler Fernschachmeister
- Jaroslav Bureš (* 1993), Internationaler Meister
- Jiljí Bureš (1944–2017), Verdienter Internationaler Meister im Fernschach

## C
- Jaromír Canibal (1947–2023), Internationaler Fernschachmeister
- Pavel Čech (* 1974), Internationaler Meister
- Kateřina Čedíková (* 1981), Internationale Meisterin der Frauen, tschechische Meisterin der Frauen
- Lukáš Černoušek (* 1983), Internationaler Meister
- Martin Červený (* 1983), Internationaler Meister
- Ivana Churová (* 1977), Internationale Meisterin der Frauen
- Roman Chytílek (* 1976), Internationaler Meister, Fernschachgroßmeister
- Václav Čontoš (* 1973), Internationaler Fernschachmeister
- Robert Cvek (* 1979), Großmeister

## D
- Libor Daněk (* 1958), Fernschachgroßmeister, Fernschacheuropameister
- Pavel David (* 1965), Internationaler Meister
- Ladislav Dobrovolský (* 1950), Internationaler Meister
- Radoslav Doležal (* 1977), Internationaler Meister
- Jiří Dufek (* 1974), Fernschachgroßmeister

## E
- Květa Eretová (1926–2021), Großmeisterin der Frauen

## F
- Jiří Fichtl (1922–2003), Internationaler Meister, tschechoslowakischer Meister
- Miroslav Filip (1928–2009), Großmeister, tschechoslowakischer Meister
- Václav Finěk (* 2010), Internationaler Meister
- Pavel Freisler (* 1963), Internationaler Meister
- Pavel Fric (* 1975), Internationaler Fernschachmeister

## G
- David Gross (* 1975), Internationaler Meister
- Štefan Gross (1949–2012), Internationaler Meister

## H
- Petr Hába (* 1965), Großmeister, tschechischer Meister
- Ivan Hausner (1952–2023), Internationaler Meister
- Thomas Hinks-Edwards (* 1977), Internationaler Meister[2]
- Vlasta Horáčková, Fernschachgroßmeisterin der Frauen
- Jiří Houška (* 1979), Internationaler Fernschachmeister
- Zbyněk Hráček (* 1970), Großmeister, tschechischer Meister
- Karel Husák (1925–2004), Fernschachgroßmeister
- Jaroslav Hýbl (1928–2006), Fernschachgroßmeister
- Vladislav Hýbl (* 1949), Internationaler Fernschachmeister

## J
- Jana Jacková (* 1982), Internationaler Meister, Großmeisterin der Frauen
- Štefan Jandek, Verdienter Internationaler Meister im Fernschach
- Vlastimil Jansa (* 1942), Großmeister, tschechoslowakischer Meister
- Olga Jaščenko (* 1974), Internationale Meisterin der Frauen[3]
- Stanislav Jasný (* 1978), Internationaler Meister
- Jan Ježek, Internationaler Fernschachmeister
- Jiří Jirka (* 1983), Internationaler Meister
- Miloš Jirovský (* 1974), Großmeister, tschechischer Meister
- Pavel Jirovský (* 1973), Internationaler Meister
- Petr Jirovský (* 1978), Internationaler Meister
- Josef Juřek (* 1954), Internationaler Meister

## K
- Radek Kalod (* 1978), Großmeister
- Natálie Kaňáková (* 1999), Internationale Meisterin der Frauen
- David Kaňovský (* 1986), Internationaler Meister
- Alexey Kislinsky (* 1984), Großmeister[4]
- Lukáš Klíma (1977–2024), Internationaler Meister
- Jiří Kočiščák (* 1993), Internationaler Meister
- Michal Konopka (* 1966), Internationaler Meister[5]
- Petr Kouba (* 1965), Internationaler Fernschachmeister
- Epaminondas Kourousis (* 1991), Internationaler Meister[6]
- Martina Kořenová (* 1975), Internationale Meisterin der Frauen
- Tomáš Kraus (* 1995), Internationaler Meister
- Jan Krejčí (* 1992), Großmeister
- Tadeáš Kriebel (* 1995), Internationaler Meister
- Petra Krupková (* 1976), Großmeisterin der Frauen, tschechische Meisterin der Frauen
- Martin Kubala (* 1977), Internationaler Meister
- Alena Kubíková (* 1988), tschechische Meisterin der Frauen
- Hana Kubíková (* 1962), Internationale Fernschachmeisterin der Frauen
- Stanislav Kudela (* 1950), Internationaler Fernschachmeister
- Tomáš Kulhánek (* 1978), Internationaler Meister
- Eva Kulovaná (* 1987), Großmeisterin der Frauen, tschechische Meisterin der Frauen

## L
- Ladislav Langner (* 1969), Internationaler Meister
- Petr Laurenc, Internationaler Fernschachmeister
- Viktor Láznička (* 1988), Großmeister, tschechischer Meister
- Jiří Lechtýnský (* 1947), Großmeister
- Gabriela Lněničková (* 1979), Internationale Meisterin der Frauen, tschechische Meisterin der Frauen[7]
- Jan Lounek, Fernschachgroßmeister

## M
- Lubomír Machýček (* 1962), Verdienter Internationaler Meister im Fernschach
- Petr Makovský, Verdienter Internationaler Meister im Fernschach
- Karel Malinovský (* 1988), Internationaler Meister
- Matyáš Marek (* 1999), Internationaler Meister
- Vladislav Markytán, Internationaler Fernschachmeister
- Jan Mašek (* 1956), Internationaler Fernschachmeister
- Jana Mašková (* 1964), Internationale Meisterin der Frauen
- Eduard Meduna (* 1950), Großmeister, tschechischer Meister, tschechoslowakischer Meister
- Věra Medunová (* 1965), Internationale Meisterin der Frauen[8]
- Jan Michálek (* 1969), Internationaler Meister
- Miroslav Michálek (* 1959), Verdienter Internationaler Meister im Fernschach
- Peter Michalík (* 1990), Großmeister[9]
- Jozef Michenka (1955–2022), Internationaler Meister
- Vigen Mirumian (* 1977), Großmeister[10]
- Ladislav Mišta (1943–2010), Internationaler Meister
- Magdaléna Miturová (* 1993), Internationale Meisterin der Frauen
- Karel Mokrý (* 1959), Großmeister, tschechischer Meister[11]
- Jiří Moučka (* 1951), Fernschachgroßmeister
- Júlia Movsesjan (* 1981), Großmeisterin der Frauen[12]
- Sergej Movsesjan (* 1978), Großmeister, tschechischer Meister[13]
- Eva Možná (* 1949), Fernschach-Großmeisterin der Frauen
- Miloš Možný (* 1954), Internationaler Meister
- Josef Mrkvička (* 1950), Verdienter Internationaler Meister im Fernschach

## N
- David Navara (* 1985), Großmeister, tschechischer Meister
- Lubomír Neckář (* 1950), Internationaler Meister
- Vlastimil Neděla (* 1972), Internationaler Meister
- Kateřina Němcová (* 1990), Großmeisterin der Frauen, tschechische Meisterin der Frauen[14]
- Petr Neuman (1978–2025), Großmeister
- Nguyễn Thái Dai Van (* 2001), Großmeister
- Kristýna Novosadová (* 1990), Internationale Meisterin der Frauen
- Jiří Nun (* 1957), Internationaler Meister
- Josef Nun (1933–2019), Internationaler Meister
- Zdeněk Nvýlt, Fernschachgroßmeister

## O
- Karolína Olšarová (* 1993), Internationale Meisterin der Frauen
- Tomáš Oral (* 1977), Großmeister
- Milan Orság (* 1964), Internationaler Meister
- Silvie Orságová (* 1975), Internationale Meisterin der Frauen, tschechische Meisterin der Frauen[15]

## P
- Luděk Pachman (1924–2003), Großmeister, tschechoslowakischer Meister[16]
- Milan Pastirčák (* 1961), Internationaler Meister
- Aleš Pekárek (* 1961), Internationaler Meister
- Soňa Pertlová (1988–2011), Internationale Meisterin der Frauen
- Martin Petr (* 1988), Großmeister
- Kristýna Petrová (* 1992), Großmeisterin der Frauen
- Piotr Piesik (* 1990), Internationaler Meister[17]
- Petr Pisk (* 1974), Internationaler Meister
- Vojtěch Plát (* 1994), Großmeister
- Tomáš Polák (* 1974), Großmeister, tschechischer Meister
- Jaroslav Polášek (* 1957), Internationaler Meister
- Petr Poloch (* 1953), Internationaler Meister
- Cyril Ponížil (* 1991), Internationaler Meister
- Miloslav Popelka, Internationaler Fernschachmeister
- Ludvik Pospíšil (* 1934), Fernschachgroßmeister
- Eduard Prandstetter (* 1948), Internationaler Meister, tschechoslowakischer Meister
- Vítězslav Priehoda (* 1960), Internationaler Meister[18]
- Josef Přibyl (* 1947), Internationaler Meister
- Martin Přibyl (* 1974), Internationaler Meister
- Luboš Přívozník (* 1957), Verdienter Internationaler Meister im Fernschach
- Lenka Ptáčníková (* 1976), Großmeisterin der Frauen, tschechische Meisterin der Frauen[19]
- Jakub Půlpán (* 1998), Internationaler Meister

## R
- Vítězslav Rašík (* 1973), Großmeister, tschechoslowakischer Meister
- Igor Rausis (1961–2024), Großmeister, Internationaler Fernschachmeister[20]
- Nataša Richterová (* 1996), Internationale Meisterin der Frauen
- Eliška Richtrová (* 1959), Großmeisterin der Frauen
- Tereza Rodshtein (* 1991), Großmeisterin der Frauen, tschechische Meisterin der Frauen[21]
- Vojtěch Rojíček (* 1990), Internationaler Meister
- Milan Rybák (* 1953), Verdienter Internationaler Meister im Fernschach
- Anna Rývová (* 1970), Fernschachgroßmeisterin der Frauen

## S
- Petr Schuster (* 1942), Verdienter Internationaler Meister im Fernschach[22]
- Jan Sikora-Lerch (1942–2020), Internationaler Meister
- Olga Sikorová (* 1975), Großmeisterin der Frauen, tschechische Meisterin der Frauen
- Alena Sikorová-Klosová, Fernschachgroßmeisterin der Frauen
- Pavel Šimáček (* 1979), Großmeister
- Radek Sluka (* 1976), Internationaler Meister
- František Šmalcl, Internationaler Fernschachmeister
- Jan Smejkal (* 1946), Großmeister, tschechoslowakischer Meister
- František Sochor, Verdienter Internationaler Meister im Fernschach
- Petra Sochorová (* 1978), Internationale Meisterin der Frauen
- Jan Sodoma (* 1983), Internationaler Meister
- Jan Sosna (* 1960), Internationaler Meister
- Jiří Soudný (* 1964), Verdienter Internationaler Meister im Fernschach
- Petr Špaček (* 1954), Internationaler Meister
- Oleg Spirin (* 1983), Internationaler Meister[23]
- Kamil Stalmach (* 1964), Fernschachgroßmeister
- Jiří Štoček (* 1977), Großmeister
- Zdeněk Straka (* 1958), Fernschachgroßmeister
- Ladislav Stratil (* 1968), Internationaler Meister
- Tomáš Studnička (* 1985), Internationaler Meister
- Jan Šuráň (* 1977), Internationaler Meister
- Pavel Sváček (* 1955), Fernschachgroßmeister
- František Svoboda (* 1936), Verdienter Internationaler Meister im Fernschach
- Svatopluk Svoboda (* 1984), Internationaler Meister, tschechischer Meister[24]
- Josef Sýkora (* 1946), Verdienter Internationaler Meister im Fernschach
- Jakub Szotkowski (* 1997), Internationaler Meister

## T
- Vladimír Talla (* 1973), Großmeister
- Čeněk Teichmann (* 1946), Verdienter Internationaler Meister im Fernschach
- Vladimír Tichý (1946–2016), Internationaler Meister
- Michal Tocháček (* 1962), Fernschachgroßmeister
- Jindřich Trapl (1942–2010), Internationaler Meister, Verdienter Internationaler Meister im Fernschach
- Vasil Tričkov (* 1969), Internationaler Meister[25]

## U
- Jaromír Urban, Verdienter Internationaler Meister im Fernschach

## V
- Jaroslav Vaindl (* 1950), Fernschachgroßmeister
- Jana Valinová, Fernschachgroßmeisterin der Frauen
- Pavel Vávra (* 1976), Internationaler Meister
- Petr Velička (* 1967), Großmeister
- Serguei Vesselovsky (* 1952), Internationaler Meister[26]
- Marek Vokáč (1958–2021), Großmeister, tschechischer Meister
- Leon Vološin (* 1964), Großmeister[27]
- Jiří Vošahlík (* 1962), Fernschachgroßmeister
- Jan Votava (* 1974), Großmeister
- Pavel Votruba (* 1948), Internationaler Meister
- Jindřich Vožda (* 1937), Internationaler Fernschachmeister
- David Vrkoč (* 1959), Fernschachgroßmeister
- Jan Vykouk (* 2000), Internationaler Meister
- Neklan Vyskočil (* 1972), Internationaler Meister

## W
- Joanna Worek (* 1986), Großmeisterin der Frauen[28]

## Z
- Olena Žemličková (* 1985), Internationale Meisterin der Frauen[29]
- Jan Židů (* 1970), Fernschachgroßmeister
- Štěpán Žilka (* 1988), Großmeister
- Pavel Zpěvák (* 1958), Internationaler Meister
- Kateřina Zpěváková (* 1961), Fernschachgroßmeisterin der Frauen
- Milan Žůrek (* 1966), Internationaler Meister
- Petr Zvára (* 1975), Internationaler Meister
- Vojtěch Zwardoň (* 1990), Internationaler Meister